# Imprimerie de Dergué
L'imprimerie de Dergué ou Dergé Parkhang (tibétain : སྡེ་དགེ་པར་ཁང, Wylie : sde dge par khang, THL : Dergé Parkhang, chinois : 德格印经院 ; pinyin : dégé yìnjīngyuàn, aussi Dêgê ou Dergé) est une des trois plus importantes imprimeries tibétaines, située dans le bourg de Dergué, xian de Dêgê de la préfecture autonome tibétaine de Garzê, province du Sichuan, en République populaire de Chine, dans la région historique tibétaine du Kham. Elle a été fondée en 1729 par le 5e roi et 12e tusi de Dergué, Tenpa Tsering (tibétain : བསྟན་པ་ཚེ་རིང, Wylie : bstan pa tshe ring ; chinois : 登巴澤仁 ; pinyin : dēngbā zérén, 1678 ~ 1739).
Depuis 1741, on y imprime notamment, par impression  xylographique, le Kangyour, collection des textes attribués directement au Bouddha Siddhārtha Gautama, et le Tanjur, collection des commentaires sur les paroles du Bouddha

## Statut patrimonial
Elle est protégée au niveau provincial sur la liste des monuments du Sichuan (n° de catalogue 112), depuis le 7 juillet 1980 et au niveau national sur la 4e liste des sites historiques et culturels majeurs protégés au niveau national pour le Sichuan avec le numéro de catalogue 183 depuis le 20 novembre 1996.

## Histoire
L'imprimerie de Dergué fut fondée en 1729 par Tenpa Tsering, le 5e roi de Dergué, initiative à laquelle participa le 8e Taï Sitou Rinpoché Situ Panchen,.

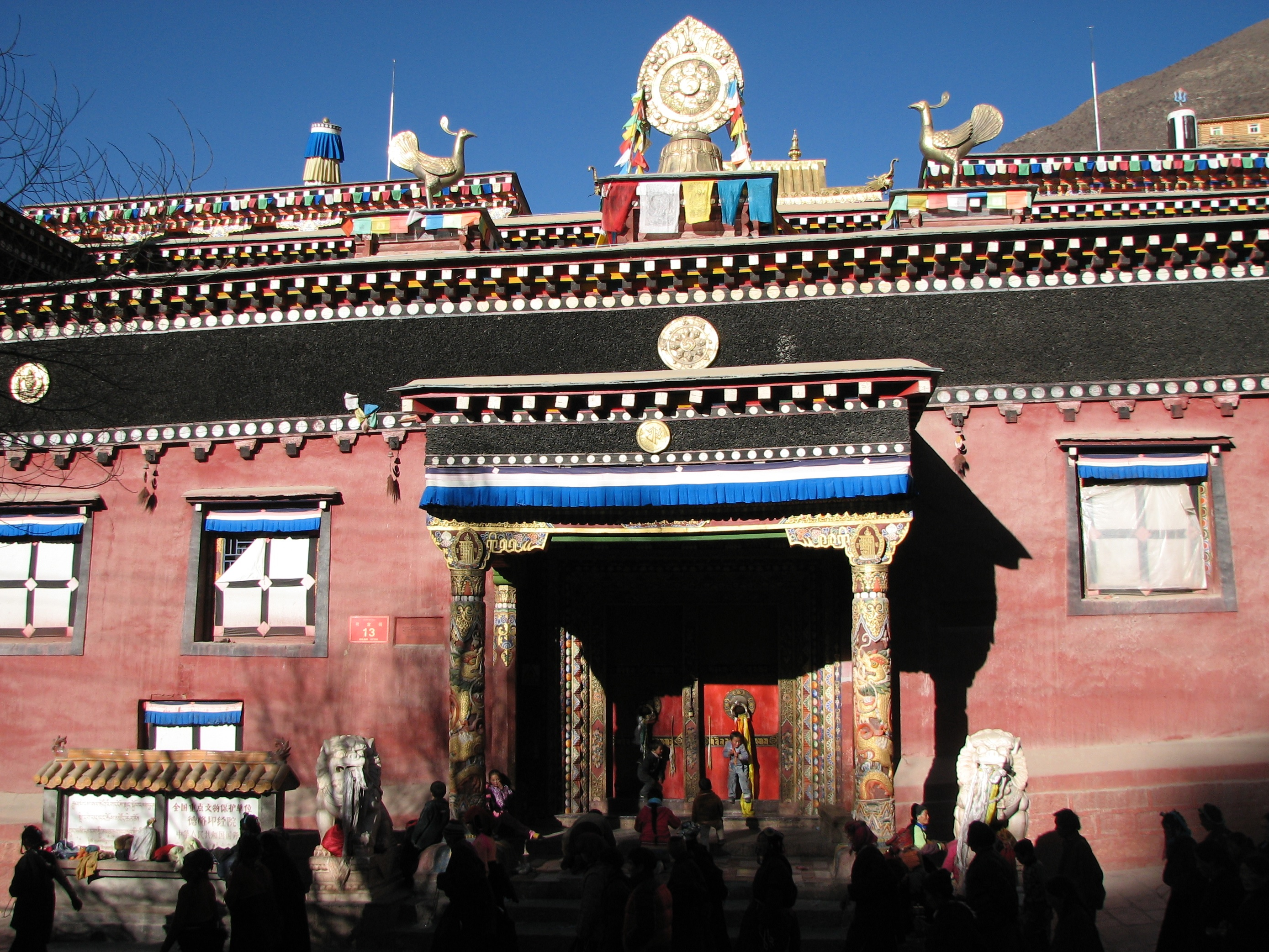
Imprimerie de Dergué
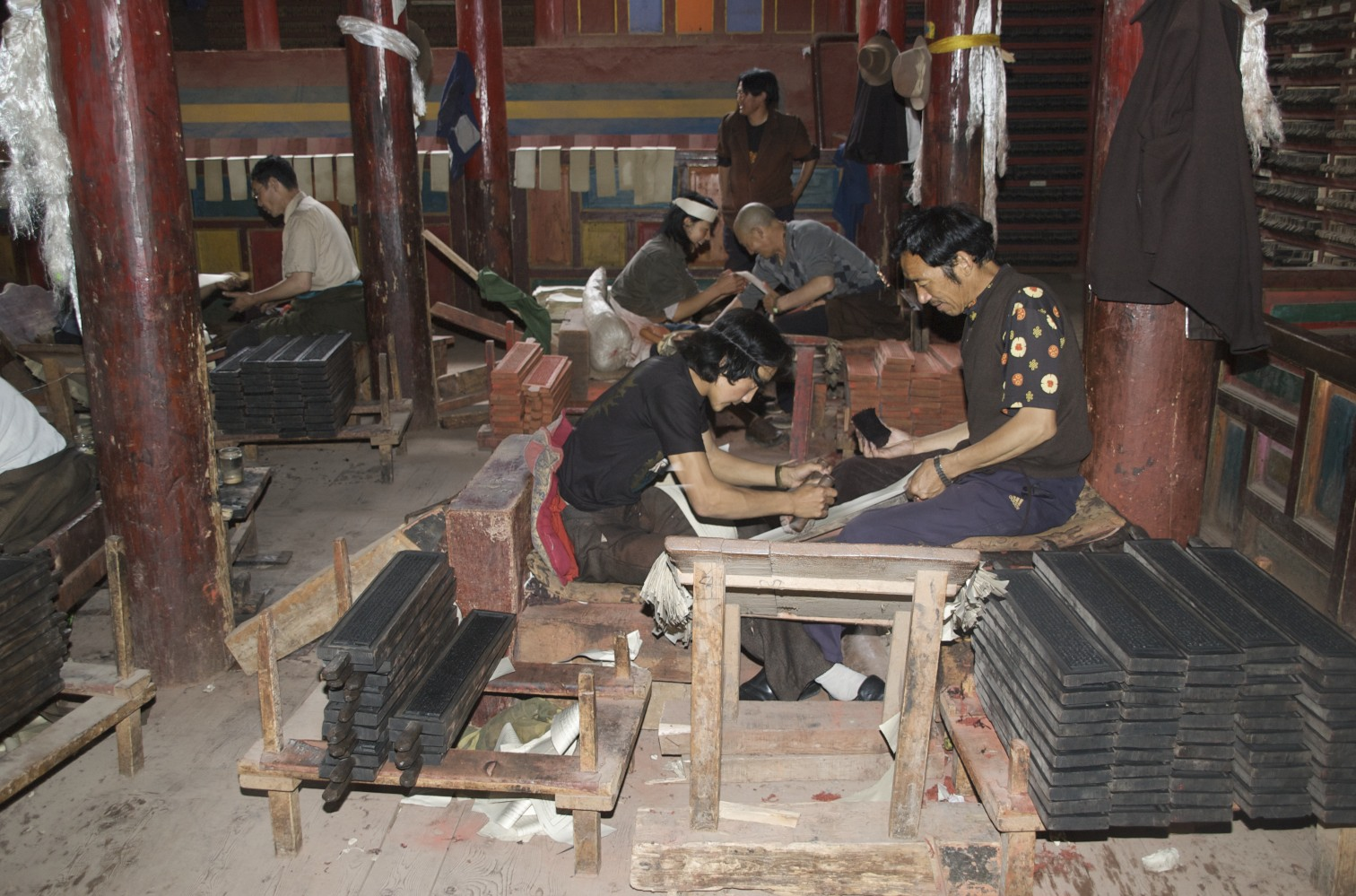
Ateliers typographiques